# Ayoub Saadaoui
Ayoub Saadaoui, né le 14 décembre 1994, est un joueur français international de futsal évoluant au poste d'ailier.

## Biographie

### Entre football et futsal
Ayoub Saadaoui débute par le football sur herbe.
À dix-huit ans, il rejoint l'AS Bagneux en championnat de France de futsal. En octobre 2013, Saadaoui est sélectionné en équipe de France U21 par Raphaël Reynaud pour deux matchs amicaux au Portugal le mois suivant.
Il passe ensuite au Kremlin-Bicêtre United, continu d'âtre sélection en U21, puis rejoint le Montpellier Méditerranée Futsal. Champion de D2 2015-2016 avec le MMF, Ayoub est nommé pour le trophée de meilleur joueur de D2.
Il repart dans le football la saison suivante, au CS Sedan en National, puis en deuxième division roumaine, à l'Olimpia Satu Mare.

### Stabilisation au Sporting Paris et débuts en Bleu
À l'été 2018, Ayoub Saadaoui quitte le Montpellier Méditerranée Futsal pour le Sporting Paris, un des clubs les plus titrés de France. En mai 2020, le club annonce la prolongation de son joueur.
Début décembre 2020, Saadaoui connaît son premier stage en équipe de France A avec le début des qualifications pour l'Euro 2022 face à la Géorgie.
En décembre 2021, Ayoub est sélectionné pour le Tournoi des 4 Nations aux Pays-Bas. Saadaoui inscrit le but du 7-1 contre la Belgique (7-3), son premier but avec les Bleus.
Fin janvier 2022, Ayoub redonne l'avantage aux Bleus (2-1) contre le Monténégro (victoire 8-4) lors de l'Umag Nations Futsal Cup et participe à la victoire français du tournoi organisée en Croatie.

## Statistiques

### En sélection
| #  | Date             | Adversaire | Compétition                    | Lieu              | Score | But       |
| -- | ---------------- | ---------- | ------------------------------ | ----------------- | ----- | --------- |
|    | 18 décembre 2021 | Belgique   | amical - Tournoi des 4 nations | Zeist, Pays-Bas   | 7 - 3 | 32e (7-1) |
|    | 29 janvier 2022  | Monténégro | amical - Umag Nations Cup      | Novigrad, Croatie | 8 - 4 | 9e (2-1)  |
| 9  | 4 avril 2022     | Slovénie   | amical - Tournoi de Toulon     | Toulon            | 2 - 1 |           |
| 10 | 6 avril 2022     | Brésil     | amical - Tournoi de Toulon     | Toulon            | 2 - 3 |           |

### Par saison
| Saison                | Club                  | Championnat           | Championnat | Championnat | Coupe(s) nationale(s) | Coupe(s) nationale(s) | Total | Total |
| Saison                | Club                  | Division              | M.          | B.          | M.                    | B.                    | M.    | B.    |
| 2013-2014             | AS Bagneux Futsal     | D1                    | -           | -           | -                     | -                     | 0     | 0     |
| 2014-2015             | Kremlin-Bicêtre Utd   | D1                    | -           | -           | -                     | -                     | 0     | 0     |
| 2015-2016             | Montpellier MF        | D2                    | -           | -           | -                     | -                     | 0     | 0     |
| 2016-2017             | CS Sedan-Ardennes     | D3 foot               | 1           | -           | 1                     | 1                     | 2     | 1     |
| 2017                  | Olimpia Satu Mare     | D2 foot               | 5           | -           | -                     | -                     | 5     | 0     |
| 2017-2018             | Montpellier MF        | D1                    | -           | -           | -                     | -                     | 0     | 0     |
| 2018-2019             | Sporting Paris        | D1                    | 13          | 8           | 4                     | 3                     | 17    | 11    |
| 2019-2020             | Sporting Paris        | D1                    | 14          | 5           | 2                     | 2                     | 16    | 7     |
| 2020-2021             | Sporting Paris        | D1                    | 18          | 7           | -                     | -                     | 18    | 7     |
| 2021-2022             | Sporting Paris        | D1                    | -           | -           | -                     | -                     | 0     | 0     |
| Total sur la carrière | Total sur la carrière | Total sur la carrière | 51          | 20          | 7                     | 6                     | 58    | 26    |

## Palmarès
- Coupe de France (1)
  - Vainqueur : 2019 (SC Paris)

- Division 2 (1)
  - Champion : 2015-2016 (Montpellier MF)